# Musei di Roma
Elenco dei musei di Roma, divisi per tipo e tema dell'esposizione.

## Sistema museale comunale "Musei in Comune"
- Musei archeologici
  - Musei Capitolini:
    - Palazzo Caffarelli al Campidoglio
    - Palazzo dei Conservatori
    - Palazzo Nuovo
    - Tabularium
    - Centrale Montemartini (sezione distaccata)

  - Mercati di Traiano (museo dei fori imperiali)
  - Museo dell'Ara Pacis
  - Museo di scultura antica Giovanni Barracco
  - Museo della civiltà romana
  - Museo delle mura
  - Museo di Casal de' Pazzi
  - Villa di Massenzio
- Musei moderni
  - Museo della Repubblica Romana e della memoria garibaldina
  - Museo di Roma a palazzo Braschi
  - Museo di Roma in Trastevere
  - Museo napoleonico di Roma
  - Galleria d'arte moderna di Roma Capitale
  - Museo Pietro Canonica
  - Musei di Villa Torlonia:
    - Museo Casina delle Civette
    - Casino Nobile
    - Casino dei Principi
    - Serra moresca
- Musei contemporanei
  - Casa Museo Alberto Moravia
  - Museo Carlo Bilotti - Aranciera di villa Borghese
- Musei scientifici
  - Planetario e museo astronomico
  - Museo civico di zoologia di Roma

## Antropologia
- Museo delle civiltà:
  - Museo nazionale preistorico etnografico
  - Museo nazionale delle arti e tradizioni popolari
  - Museo dell'Alto Medioevo
  - Museo nazionale d'arte orientale
  - Museo africano
  - Museo geologico nazionale (Palazzo Canevari)
- Museo delle anime del Purgatorio
- Museo Agostinelli
- Museo storico didattico di giochi e giocattoli del Novecento - La Memoria Giocosa
- Collezione di marionette degli Accettella

## Arte

### Arte fino al XIX secolo
- Antiquarium dell'Arco di Malborghetto
- Antiquarium comunale del Celio (1894-1939)
- Antiquarium Forense (museo del foro romano)
- Antiquarium del Palatino (museo palatino)
- Antiquarium della Villa dei Quintili
- Gallerie nazionali d'arte antica:
  - Palazzo Barberini
  - Galleria nazionale d'arte antica di palazzo Corsini
- Mausoleo di Cecilia Metella
- Museo archeologico dell'Auditorium
- Museo delle antichità etrusco italiche
- Museo di arte classica
- Museo domenicano di Santa Sabina
- Museo missionario di Propaganda Fide
- Museo nazionale etrusco di Villa Giulia
- Castel Sant'Angelo
- Museo nazionale del Palazzo di Venezia
- Museo nazionale romano:
  - Crypta Balbi
  - Palazzo Altemps
  - Palazzo Massimo alle Terme (comprendente anche il Museo Numismatico)[1]
  - Terme di Diocleziano
- Museo archeologico ostiense
- Museo della Via Ostiense
- Museo del Vicino Oriente
- Musei Vaticani:
  - Pinacoteca vaticana
  - Collezione d'arte religiosa moderna
  - Museo Pio-Clementino
  - Museo missionario-etnologico
  - Museo gregoriano egizio
  - Museo gregoriano etrusco
  - Museo pio cristiano
  - Museo gregoriano profano
  - Museo storico vaticano
  - Museo filatelico e numismatico
  - Musei della biblioteca Apostolica Vaticana
  - Museo Chiaramonti
  - Galleria Lapidaria
  - Galleria detta Braccio Nuovo
  - Galleria dei Candelabri
  - Galleria degli Arazzi
  - Galleria delle carte geografiche
  - Cappella Sistina
  - Cappella Niccolina
  - Cappella di Urbano VIII
  - Sala della biga
  - Appartamento di san Pio V
  - Sala Sobieski
  - Sala dell'Immacolata
  - Stanze di Raffaello
  - Loggia di Raffaello
  - Sala dei Chiaroscuri
  - Appartamento Borgia
  - Salette degli Originali greci
- Museo Torlonia (1859-1976)

### Arte moderna e contemporanea
- Centro nazionale per le arti contemporanee
- Contemporaneo temporaneo
- Galleria Mastroianni
- Galleria nazionale d'arte moderna e contemporanea (GNAM)
- Museo Andrea e Blanceflor Boncompagni Ludovisi per le arti decorative, costume e moda del XIX e XX secolo
- Museo archivio di fotografia storica (MAFOS)
- Museo dell'immagine fotografica e delle arti visuali (MIFAV)
- Museo internazionale del cinema e dello spettacolo (MICS)
- Museo di arte contemporanea (MACRO):
  - Ex stabilimento industriale Peroni
  - Ex mattatoio
- Museo nazionale delle arti del XXI secolo (MAXXI)
- Museo Venanzo Crocetti
- Museo parigino a Roma

### Gallerie
- Galleria di Villa Albani e Collezione Archeologica
- Galleria Borghese
- Galleria Colonna
- Galleria dell'Accademia nazionale di San Luca
- Galleria Doria Pamphilj
- Galleria Pallavicini e Casino dell'Aurora
- Galleria Spada
- Museo di Villa Doria Pamphilj

## Letteratura
- Casa di Goethe
- Istituto di studi pirandelliani e sul teatro contemporaneo
- Keats-Shelley Memorial House
- Museo tassiano

## Scienza e Tecnologia
- Sala espositiva dell'Archivio storico della Banca di Roma
- Museo della banconota della Banca d'Italia
- Museo delle cere
- Museo storico della didattica
- Museo della moneta della Banca d'Italia
- Museo nazionale delle paste alimentari
- Museo numismatico della Zecca Italiana
- Museo di ricordi di san Vincenzo Pallotti
- Polo museale dei trasporti
- Museo della carta, della stampa e dell'informazione
- Museo del videogioco di Roma - VIGAMUS
- Museo delle auto della Polizia di Stato
- Museo Leonardo da Vinci Experience

### Scienza
- Bioparco
- Casa del naturista
- Polledrara di Cecanibbio
- Museo dell'erbario di Roma
- Museo di geologia
- Museo dell'Istituto nazionale di geofisica e vulcanologia
- Museo della matematica - I Racconti di Numeria
- Museo di Mineralogia
- Museo Naturalistico Mineralogico del Collegio Nazareno
- Orto botanico di Roma
- Museo delle collezioni scientifiche del liceo Terenzio Mamiani della Rovere
- Museo-laboratorio di matematica "L. Lombardo Radice"

### Tecnologia
- Città della scienza
- Ecomuseo del Litorale Romano - Polo Ostiense
- Explora - Museo del bambini
- Museo di anatomia comparata Battista Grassi
- Museo di anatomia patologica
- Museo anatomico Eugenio Morelli
- Museo di antropologia Giuseppe Sergi
- Museo dell'arte farmaceutica
- Museo astronomico e copernicano
- Planetario e museo astronomico
- Museo di chimica
- Museo criminologico (MUCRI)
- Museo della didattica della scienza
- Museo di fisica
- Museo di Idraulica
- Museo dell'Istituto centrale di patologia del libro Alfonso Gallo
- Museo laboratorio della mente
- Museo di merceologia
- Museo merceologico delle dogane
- Museo multipolare della scienza e dell'informazione scientifica (MUSIS)
- Museo di paleontologia
- museo di storia della medicina
- Museo storico nazionale dell'arte sanitaria
- Museo della strumentazione e informazione cristallografica
- Museo di anatomia comparata
- Spezieria di Santa Maria della Scala

## Storia
- Archivio museo storico di Fiume
- Museo centrale del Risorgimento al Vittoriano
- Sacrario delle Bandiere
- Museo delle origini
- Museo storico della Liberazione
- Museo "Vite di IMI" Internati Militari Italiani
- Casa della memoria e della storia
- Museo Ebraico di Roma
- Fondazione Museo della Shoah
- Colosseo
- Fori Imperiali
- Museo di storia della medicina
- Ecomuseo Casilino ad Duas Lauros
- Museo del barbiere
- Collezione di lamette da barba Alfonso Tozzi
- Museo francescano
- Museo storico dell'Arma dei Carabinieri
- Istituto storico e di cultura dell'Arma del genio e Museo storico dell'architettura militare
- Museo storico dei bersaglieri
- Museo storico dei carristi
- Museo dei camilliani
- Museo storico della Confraternita del Carmine
- Museo storico della didattica
- Museo storico della fanteria
- Museo storico dei granatieri di Sardegna
- Museo storico della Guardia di finanza
- Museo storico della motorizzazione militare
- Museo Storico della Motorizzazione civile[2]
- Museo storico del Corpo militare dell'ACISMOM
- Museo storico della comunicazione
- Museo storico dei vigili del fuoco
- Museo della confraternita di Sant'Eligio dei Ferrari
- Stanze di san Filippo Neri nella chiesa di Santa Maria in Vallicella

## Musei specializzati
- Archivi Emilio Greco
- Casa museo di Giorgio de Chirico
- Collezione Sorelle Fontana
- Cripta dei Cappuccini
- Istituto nazionale per la grafica
- Museo degli orrori di Dario Argento
- Museo Hendrik Christian Andersen
- Museo Atelier Canova Tadolini
- Museo Italiano dell'Audiovisivo e del Cinema (MIAC) presso gli studi cinematografici di Cinecittà
- Museo della basilica di San Crisogono
- Museo della basilica di Santa Croce in Gerusalemme
- Museo della basilica di San Giovanni de' Fiorentini
- Museo della basilica di San Giovanni in Laterano
- Museo della basilica di San Lorenzo in Lucina
- Museo della basilica di San Pancrazio
- Museo della patriarcale basilica di Santa Maria Maggiore
- Museo della basilica di Santa Sabina
- Museo della Camera storica
- Museo delle carrozze d'epoca
- Museo della chiesa di San Francesco a Ripa
- Museo della chiesa dei Santi Vincenzo e Anastasio
- Museo del corso
- Museo laboratorio di arte contemporanea
- Museo lapidario e pinacoteca della basilica di San Paolo fuori le mura
- Museo Mario Praz
- Museo nazionale degli strumenti musicali
- Museo degli strumenti musicali dell'Accademia nazionale di Santa Cecilia (MUSA)
- Museo del Teatro Argentina
- Museo Storico del Teatro dell'Opera
- Biblioteca e museo teatrale del Burcardo
- Museo tipologico internazionale del presepio
- Pinacoteca della chiesa di San Pantaleo
- Quadreria dell'Accademia dell'Arcadia
- Sede storica dell'Accademia dei Virtuosi al Pantheon
- Studio Peikov
- Museo di arte e giacimenti minerari

## Spazi espositivi
Mostre specializzate temporanee sono accolte, oltre che in molti tra i musei elencati sin qui, anche in spazi espositivi adibiti esclusivamente a tale funzione, tra cui i principali sono:
- Palazzo delle Esposizioni[3]
- Scuderie del Quirinale[4]
- Chiostro del Bramante[5]
- Palazzo Bonaparte[6]
- Palazzo Cipolla in via del Corso[7]
- Sala Santa Rita (ex chiesa di Santa Rita da Cascia in Campitelli)

## Centri di cultura
- Casa dell'architettura (ex Acquario Romano)
- Casa del cinema
- Casa del jazz
- Casa delle Letterature
- Casa dei teatri
- Casa del Ricordo